# Koku
O koku (斛) é uma unidade de volume japonesa de origem chinesa. 1 koku é equivalente a 10 to (斗) ou aproximadamente 180 litros, ou cerca de 150 quilogramas de arroz. Converte-se, por sua vez, em 100 shō e 1000 gō. Um gō é o volume tradicional de uma única porção de arroz (antes do cozimento), usado até hoje para o copo medidor de plástico fornecido com as panelas de arroz japonesas comerciais.
O koku no Japão era normalmente usado como uma medida seca. A quantidade de produção de arroz medida em koku era a métrica pela qual a magnitude de um domínio feudal (han) era avaliada. Um senhor feudal só era considerado da classe daimyō quando o seu domínio era de pelo menos 10 000 koku.  Como regra geral, um koku era considerado uma quantidade suficiente de arroz para alimentar uma pessoa durante um ano.
O equivalente chinês ou unidade cognata para capacidade é o shi ou dan (chinês tradicional: 石, pinyin: shí, dàn, Wade–Giles: shih, tan) também conhecido como hu (chinês tradicional: 升, pinyin: shēng, Wade–Giles: sheng), agora aproximadamente 103 litros, mas historicamente cerca de 59,44 litros.

## Equivalente chinês
O dan chinês é igual a 10 dou (chinês tradicional: 斗, pinyin: dǒu, Wade–Giles: tou) "pecks", 100 sheng (chinês tradicional: 升, pinyin: shēng, Wade–Giles: sheng) "quartilhos". Enquanto o dan atual tem um volume de 103 litros, o dan do período da dinastia Tang (618–907) era igual a 59,44 litros.

## Unidade moderna
O koku moderno exato é calculado em 180,39 litros, 100 vezes a capacidade de um shō moderno. Este koku moderno é essencialmente definido como o mesmo que o koku do período Edo (1600–1868), ou seja, 100 vezes o shō igual a 64827 bu cúbicos no  tradicional sistema de medição shakkanhō.

### Origem da unidade moderna
O kyō-masu (京枡, "Kyoto masu"), a caixa de medição semi-oficial shō desde o final do século XVI sob o Daimyo Nobunaga, começou a ser feita num tamanho diferente (maior) no início do período Edo, em algum momento durante a década de 1620.  As suas dimensões, dadas no sistema tradicional de unidades de comprimento japonês shaku, eram 4 sun 9 bu quadrados vezes 2 sun 7 bu de profundidade. O seu volume, que poderia ser calculado por multiplicação, era de :
1 koku = 100 shō = 100 × (49 bu × 49 bu × 27 bu ) = 100 × 64.827 bu cúbicos
Embora isto fosse chamado de shin kyō-masu ou o "novo" copo medidor nos primeiros tempos, o seu uso suplantou a antiga medida na maioria das zonas do Japão, até que o único lugar que ainda usava o antigo copo ("edo-masu") era a cidade de Edo,  e o governo de Edo aprovou um decreto declarando o kyō-masu o padrão oficial de medida nacional  em 1669 (Kanbun 9).

### Promulgação de medidas modernas
Quando a Lei dos Pesos e Medidas (Japão) [ja] japonesa de 1891 foi promulgada, definiu a unidade shō como a capacidade do kyo-masu padrão de 64.827 bu cúbicos. A mesma lei também definiu o comprimento shaku como 10⁄33 metros. O equivalente métrico do shō moderno é de 2401⁄1331 litros. O koku moderno é portanto 240,100⁄1331 litros, ou 180,39 litros.
O shaku moderno definido aqui é definido como igual ao chamado setchū-shaku ( setchū-jaku ou " shaku de compromisso "),  medindo 302,97 mm, um valor médio entre dois kane-jaku diferentes padrões. Um pesquisador apontou que o ( shin ) kyō-masu [ja] xícaras deveriam ter usado take-jaku que eram 0,2% mais longos.   No entanto, os copos de medição em uso não atingiram o take shaku métrica, e quando o Ministério das Finanças japonês coletou amostras reais de masu do masu-za [ja] ( guildas de medição de copos) do leste e oeste do Japão, eles descobriram que as medidas estavam próximas da média de take-jaku e kane-jaku .

### Madeira serradakoku
O "koku de madeira serrada" ou " koku marítimo " é definido como igual a 10 shaku cúbicos na indústria madeireira ou naval, em comparação com o koku padrão que mede 6,48 shaku cúbicos. Um koku de madeira é convencionalmente aceite como equivalente a 120 pés-tábua, mas na prática pode converter-se para menos. Em medidas métricas 1 koku de madeira é cerca de 278.3 litros.

## Uso histórico
A medida exata em uso atualmente foi criada por volta da década de 1620, mas não foi adotada oficialmente para todo o Japão até a era Kanbun (década de 1660).

### Japão feudal
Sob o xogunato Tokugawa (1603-1868) do período Edo da história japonesa, cada domínio feudal tinha uma avaliação do seu rendimento potencial conhecida como kokudaka (rendimento da produção), que em parte determinava a sua ordem de precedência na corte xogunal. O menor kokudaka que qualificava o detentor do feudo para o título de daimyō era de 10.000 koku e Kaga han, o maior feudo (além do do shōgun), era chamado de "domínio de um milhão de koku". As suas participações totalizaram cerca de 1.025.000 koku. Muitos samurais, incluindo hatamoto (um samurai de alta patente), recebiam salários em koku, enquanto alguns recebiam salários.
O kokudaka foi relatado em termos de arroz integral (genmai) na maioria dos lugares, com exceção da terra governada pelo clã Satsuma, que foi relatado em termos de arroz não descascado ou não peneirado ( momi (籾). Como esta prática persistiu, as estatísticas anteriores sobre a produção de arroz japonesa precisam de ser ajustadas para comparação com outros países que relatam a produção de arroz branco ou polido.
Mesmo em certas partes da região de Tōhoku ou Ezo ( Hokkaidō), onde o arroz não podia ser cultivado, a economia ainda era medida em termos de koku, com outras colheitas e produtos convertidos no seu valor equivalente em termos de arroz. O kokudaka não era ajustado de ano para ano e, portanto, alguns feudos tinham economias maiores do que seu koku nominal indicava, devido à recuperação de terras e ao desenvolvimento de novos campos de arroz, o que lhes permitiu financiar projetos de desenvolvimento.

#### Como medida de classe de navio de carga
O koku também era usado para medir o quanto um navio poderia transportar quando toda a sua carga era arroz. Os navios menores transportavam 50 koku (7,5 toneladas), enquanto os navios maiores transportavam mais de 1.000 koku (150 toneladas). Os maiores navios eram maiores que os navios militares de propriedade do xogunato.

## Na cultura popular
O Hyakumangoku Matsuri (Festival de um Milhão de Koku) em Kanazawa, Japão, celebra a chegada do daimyō Maeda Toshiie à cidade em 1583, embora o rendimento de Maeda não tenha aumentado para mais de um milhão de koku até depois da Batalha de Sekigahara em 1600.

## Na ficção
O romance Shōgun de James Clavell usa extensivamente a medida koku como um recurso de enredo usado por muitos dos personagens principais como um método de recompensa, punição e incentivo. Embora seja ficção, mostra a importância do feudo, da medida de arroz e dos pagamentos.